# (1171) Руставелия
(1171) Руставелия (лат. Rusthawelia, груз. რუსთაველი) — небольшой астероид главного пояса, который принадлежит к тёмному спектральному классу P. Он был открыт 3 октября 1930 года бельгийским астрономом Сильвеном Ареном в обсерватории Уккел и назван в честь грузинского государственного деятеля XII века Шота Руставели.

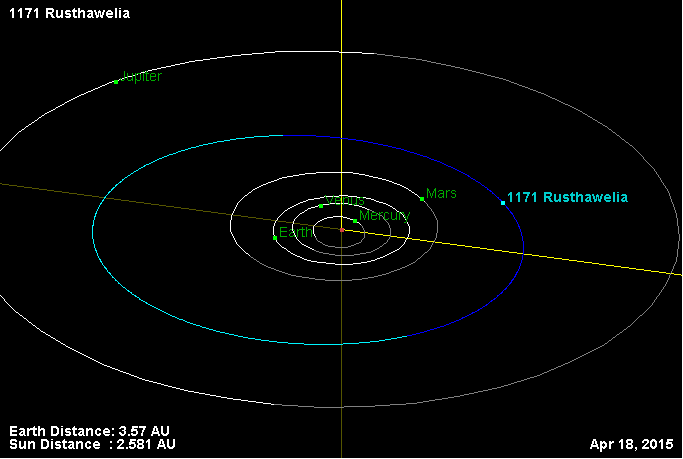
Орбита астероида Руставелия и его положение в Солнечной системе

## История открытия
Изначально 14 марта 1904 года немецким астрономом Максом Вольфом был открыт (и вскоре потерян) астероид, получивший временное обозначение A904 EB, который он назвал (525) Аделаида. Но несколько лет спустя, 3 октября 1930 года бельгийский астроном Сильвен Арен открыл астероид 1930 TA и назвал его (1171) Руставелия, однако, в 1958 году выяснилось, что это один и тот же объект. В итоге первенство открытия присудили Сильвену Арену, а имя «Аделаида» было присвоено другому объекту — 1908 EKa, который был открыт 21 октября 1908 Джоэлем Меткалфом.